# Alles Vergängliche
Alles Vergängliche is een compositie van Kalevi Aho.
Het werk vond zijn oorsprong in de achtste symfonie van die Finse componist. Deze symfonie voor kerkorgel en symfonieorkest werd in maart 2005 opnieuw uitgevoerd met als solist Jan Lehtola. Deze vroeg naar aanleiding van die uitvoeringen om een groots werk voor zijn muziekinstrument. Dit combinerend met het feit dat Aho bezig was een solowerk te schrijven voor (bijna) alle muziekinstrumenten, leverde Alles Vergängliche op. Het is een werk dat ondergebracht wordt in een apart genre binnen de symfonie, de orgelsymfonie, waarbij het orgel met zijn vele klanken optreedt als vervanging van het symfonieorkest. De orgelsymfonie kende haar hoogtijdagen binnen de Franse romantiek. Aho schrijft eigentijdse klassieke muziek.
Deze orgelsymfonie kent de klassieke opbouw van de (kerk)symfonie met haar vier delen. Ook stijlfiguren uit de klassieke muziek zijn terug te vinden in dit werk. Deel 2 begint met de fuga, deel 3 bevat toonladdermotieven, deel 4 laat fragmenten uit het openingsdeel terugkomen. De delen 1 en 2 worden achter elkaar doorgepeeld, net zoals de delen 3 en 4. De componist gaf zelf aan dat het werk extreem moeilijk uit te voeren is en eigenlijk alleen geschikt is voor grote orgels in kathedralen etc. De titel haalde hij uit Faust van Johann Wolfgang von Goethe.
Delen:
1. Fantasia
2. Fuga 1
3. Adagio
4. Fuga 2

Lehtola speelde het werk voor het eerst op 25 juni 2009 op het kerkorgel van de kerk in Mänttä (Mäntän kirko).
Nr. 1 · Nr. 2 · Nr. 3 · Nr. 4 · Nr. 5 · Nr. 6 (1979-1980) · Nr. 7 Insectensymfonie · Nr. 8 · Nr. 9 · Nr. 10 · Nr. 11 · Nr. 12 Luostosymfonie · Nr. 13 · Nr. 14 Rituelen · Nr. 15
Alles Vergängliche (Orgelsymfonie)